# Dagoberto II
Dagoberto II (652-679) fue un rey franco, hijo de Sigeberto III y de Imiquilda/Hymmenegilde.
En 656, a la muerte de su padre, asesinado mediante un complot de su propio hermano Clodoveo II y de Grimoaldo, mayordomo de palacio, con el objetivo de anexionar las tierras de Austrasia, Dagoberto, a la edad de cuatro años, es enviado exiliado a Irlanda por orden del mayordomo de palacio, que se sentía amenazado. 
Tras el asesinato de Childerico II en 675, algunos magnates de Austrasia presionaron al mayordomo de palacio Wulfoaldo para que proclamase rey a Dagoberto en memoria de su padre, pero el grupo que apoyaba a Ebroín, mayordomo de Neustria, consiguió aupar al trono a Clodoveo III. La repentina muerte de este último en 676 facilitó finalmente el acceso al trono a Dagoberto. 
Continuó la guerra contra Teoderico III de Neustria, pues este se negaba a reconocer la independencia de Austrasia, finalmente en el 677 se llegó a la paz. Dagoberto dejó el cuidado del gobierno a sus mayordomos, mientras que él se entregaba a obras de caridad y de piedad. Pero los conflictos políticos entre Neustria y Austrasia acabaron por alcanzarle, y fue asesinado en el curso de una cacería, el 23 de diciembre 679, a la edad de 27 años.
Al igual que su padre, Dagoberto II es considerado santo y mártir de la Iglesia Católica, y su fiesta se celebra el 23 de diciembre.

## Estirpe de Dagoberto II y Priorato de Sion
Dagoberto II representa un papel central en el moderno mito del Priorato de Sión, creado por el francés Pierre Plantard a mediados del siglo XX. Según los documentos manejados por este autor, el rey mártir habría tenido secretamente un hijo varón (Sigeberto IV) a través del cual habría continuado la dinastía merovingia (considerada a su vez como la estirpe secreta de Jesucristo por su supuesto matrimonio con María Magdalena) hasta nuestros días. La organización secreta conocida como «Priorato de Sión» habría estado siempre cuidando de esta Estirpe Sagrada para que no se perdiese. La obra El enigma sagrado amplificó posteriormente este mito. Pero su espectacular difusión entre el gran público se debe principalmente a la novela El código Da Vinci, que el estadounidense Dan Brown escribió inspirándose en las teorías de Plantard.